# Interwencja kryzysowa
Interwencja kryzysowa, jako forma pomocy psychologicznej, polega na kontakcie terapeutycznym, skoncentrowanym na problemie wywołującym kryzys, czasowo ograniczonym, w którym dochodzi do konfrontacji osoby z kryzysem i do jego rozwiązania. Redukcja symptomów i przywrócenie równowagi psychicznej zapobiega dalszej dezorganizacji (W. Badura-Madej, 1996). Interwencja kryzysowa to działalność prewencyjna, związaną z prewencją wtórną – zapobieganiem pogłębianiu się patologii w konsekwencji nierozwiązanych kryzysów. Prewencja pierwotna to zapobieganie rozwojowi kryzysów i patologizacji w wymiarze ogólnospołecznym.
Klasyczny model interwencji kryzysowej polega na zapewnieniu wsparcia emocjonalnego, poczucia bezpieczeństwa, zredukowaniu lęku.
Pojęcie kryzysu i interwencji kryzysowej coraz częściej gości w praktyce psychologicznej. Terapeuci pomagający ludziom w trudnych sytuacjach uważają, że jest to najlepszy moment na udzielenie pomocy i wsparcia. Takie sytuacje niosą w sobie nadzieję na zmianę i rozwój. W praktyce psychoterapii uzależnienia i współuzależnienia w ostatnich latach również funkcjonował termin „interwencja kryzysowa”. Związany on był z metodą opisaną przez V. Johnsona i spopularyzowaną przez dr Wandę Sztander. Metoda ta zakładała przygotowanie bliskich osób z otoczenia alkoholika do rozmowy, która konfrontowała go ze skutkami picia. Interwencja taka jest więc spiętrzeniem (sprowokowaniem) kryzysu, w którym jedynym konstruktywnym wyjściem jest podjęcie leczenia odwykowego. Alkoholik znajduje się więc przed interwencją w zupełnie innej sytuacji psychologicznej, niż osoba przeżywająca kryzys. Dlatego właściwiej będzie nazywać to oddziaływanie interwencją wobec alkoholika czy motywowaniem go do leczenia.
Zapoznając się z teorią i praktyką interwencji kryzysowej, należy ustalić znaczenia takich terminów jak: kryzys i interwencja kryzysowa. Potoczne kryzys rozumie się jako okres przełomu, przesilenia, decydujących zmian. W języku angielskim termin ten zawiera dodatkowo takie cechy jak: nagłość, urazowość i negatywne przeżycia. Tak więc kryzys to moment rozstrzygający, punkt zwrotny, okres przełomu.

## Rodzaje kryzysów
- kryzys polityczny – oznacza sytuację związaną z upadkiem rządu w wyniku wyrażenia mu przez parlament votum nieufności
- kryzys ekonomiczny – odnosi się do załamania procesu wzrostu gospodarczego, poważnego naruszenia równowagi gospodarczej i regresu w rozwoju ekonomicznym kraju
- kryzys medyczny – oznacza nagłe, gwałtowne przesilenie się choroby z następującym po nim szybkim spadkiem gorączki i ustąpieniem innych objawów chorobowych (Słownik Wyrazów Obcych PWN 1999).
- kryzys psychologiczny – wiązany on jest z utratą ważnego celu życiowego, obiektu miłości, światopoglądu, religii. Często jest to rozczarowanie wybraną drogą życiową.

Według teoretyków kryzysu powinno wystąpić kilka cech, które pozwolą nam go rozpoznać. Są to: obecność ostrego wydarzenia krytycznego lub przewlekłego stresu, odczuwanie wydarzenia jako nieoczekiwanego, spostrzeganie sytuacji jako utraty lub zagrożenia, poczucie niepewności co do przyszłości, poczucie utraty kontroli, nagłe naruszenie rutynowych sposobów zachowania, stan napięcia emocjonalnego trwający przez jakiś czas, konieczność zmiany dotychczasowych sposobów funkcjonowania. Podsumowując: kryzys, (według Geralda Caplana amerykańskiego psychiatry jednego z twórców interwencji kryzysowej, który opracował schemat przebiegu reakcji kryzysowej), to sytuacja, która powstaje wtedy, gdy jakaś osoba na drodze do osiągnięcia ważnych celów życiowych napotyka przeszkody i nie jest w stanie tych przeszkód przezwyciężyć za pomocą dotychczasowych metod rozwiązywania problemów; kryzys powoduje, iż osoba traci równowagę, w jakiej się znajduje i wchodzi w stan braku równowagi i dezorganizacji.

## Jak przebiega kryzys?
1. W początkowym etapie, jeśli pojawia się jakaś przeszkoda, trudność, wydarzenie losowe (np. śmierć bliskiego, odejście ukochanej osoby, brak pracy) pojawia się zdziwienie, zdumienie. Sprawdzone źródła pomocy okazują się niewystarczające. Osoba nie zdaje sobie jeszcze sprawy z tego, co się stało. Napięcie bardzo szybko narasta.
2. Osoba zaczyna przeżywać poczucie bezradności, niezrozumienia, osamotnienia. Obniża się poczucie własnej wartości i przeżywa siebie jako pokonaną. Zwykłe mechanizmy obronne nie spełniają swej roli. Wyczerpane są siły psychiczne. Następuje kulminacja napięcia, lęku, poczucia zagrożenia.
3. Okres wyrównania, odrętwienia, koncentrowania się na trudnościach. Osoba nie jest w stanie dostrzec innych możliwości rozwiązania swoich problemów. Uważa, że nic nie można już zmienić. Brak jej energii do podjęcia jakichkolwiek działań.
4. Osoba szuka ulgi. Jest wyczerpana życiem w ciągłym napięciu. Podejmuje działania, które choć na trochę przyniosą jej ulgę. Najczęściej są to działania o naturze destrukcyjnej (np. picie alkoholu, zażywanie narkotyków, zachowania agresywne i autodestrukcyjne). Uruchamiane są patologiczne mechanizmy obronne, które z czasem mogą przejąć dominującą rolę. U osób, które podjęły właśnie takie działanie, rodzi się często poczucie niższości, niemocy. Niewykorzystanie szans powoduje narastanie uczucia frustracji, pustki, złości.
5. Osoba podejmuje działania mające na celu redukcję napięcia, doznanie ulgi. Są to działania konstruktywne. Najczęściej jest to; przeorientowanie strategii, aktywna eksploracja rzeczywistości i poszukiwanie informacji, wyrażanie pozytywnych i negatywnych emocji, poszukiwanie pomocy u innych, podzielenie sytuacji na fragmenty i stopniowe rozwiązywanie, rozpoznawanie u siebie symptomów zmęczenia i dezorganizacji, co ułatwia sterowanie własną aktywnością, plastyczność i gotowość do wprowadzania zmian w sobie, zaufanie do siebie, wzmacnianie własnej motywacji do zmiany. Do głosu dochodzą przeorientowane mechanizmy obronne. Osoba rozwiązuje problem w nowy dla siebie sposób. Zaczyna funkcjonować na nowym, wyższym poziomie.

Najczęściej trudne sytuacje, zagrażające życiu i zdrowiu człowieka są sprawdzianem dojrzałości. Większość kryzysów, które przeżywamy, jesteśmy w stanie rozwiązać sami, bez pomocy z zewnątrz. Niektórzy autorzy twierdzą, że im człowiek wrażliwszy i inteligentniejszy, tym więcej kryzysów przeżywa. Jednak niektóre z nich, zwłaszcza kryzysy egzystencjalne (dotyczące sensu życia), jeśli występują wraz z dużym zagrożeniem suicydalnym, wymagają profesjonalnej interwencji.
Czym jest więc interwencja? Potoczne rozumienie oznacza włączanie się, wtrącanie się w jakąś sprawę; wywieranie wpływu na kogoś w jakiejś sprawie w celu uzyskania określonego efektu (Słownik Wyrazów Obcych PWN 1999). Dla nas najważniejsze jest rozumienie interwencji kryzysowej jako działania wobec osoby przeżywającej kryzys psychologiczny. Czyli jest to działanie psychologiczne mające na celu przywrócenie równowagi.
Interwencja kryzysowa jest to działanie doraźne, krótkoterminowe, zmierzające do udzielenia natychmiastowej pomocy osobom znajdującym się w sytuacji kryzysowej. Formy organizacyjne obejmują między innymi: telefony zaufania, zespoły interwencji kryzysowej, krótkotrwałą hospitalizację. Pomoc obejmuje krótkotrwałą psychoterapię, farmakoterapię, pomoc prawną, socjalną, materialną oraz ułatwianie kontaktów z innymi instytucjami (Encyklopedyczny Słownik Psychiatrii PZWL 1986).
Klasyczny model interwencji kryzysowej polega na zapewnieniu wsparcia emocjonalnego, poczucia bezpieczeństwa, zredukowaniu lęku. W interwencji kryzysowej istotne jest empatyczne, a zarazem praktyczne odpowiedzenie na potrzeby osoby w kryzysie. Ważne, aby podejmując się pomocy osobie w kryzysie, mieć na uwadze następujące zasady:
Po pierwsze: należy być z tą osobą. Jeżeli nie mamy czasu, jeżeli nie mamy możliwości być dłużej, to nie powinniśmy podejmować interwencji. Czas interwencji jest nieograniczony we wstępnej fazie. Kontakty powinny być intensywne. Powinniśmy pracować do skutku, czyli do ustalenia jakiegoś sposobu postępowania.
Po drugie: w niektórych sytuacjach należy być dyrektywnym. Osoba w kryzysie nie jest w stanie sama rozwiązać swoich problemów. Nie widzi swej sytuacji z metapoziomu. Koncentrujemy się na problemach „tu i teraz”.
Po trzecie: osoba pomagająca powinna okazywać maksymalny poziom empatii. Powinna popatrzeć na świat osoby w kryzysie z jej punktu widzenia. Zobaczyć jej trudności oraz zasoby pomocne w rozwiązaniu problemu.
Po czwarte: osoba pomagająca osobom w kryzysie powinna uczyć nowych rozwiązań, a nie dawać gotowe recepty.

## Jak przebiega interwencja kryzysowa?

### Krok I. Prośba o pomoc.
Osoba w kryzysie poszukuje pomocy. Należy odebrać jej sygnały, usłyszeć jej wołanie.

### Krok II. Analiza sytuacji powodującej kryzys
Terapeuta analizuje jej aktualne funkcjonowanie w relacji z sobą, z innymi, w domu, w pracy. Analizuje aktualne cele, wartości.
Pytania klucze: jak wygląda twój dzień? Jakich masz znajomych, przyjaciół? Co myślisz o sobie? Co dla Ciebie jest ważne w życiu? Jakie uczucia najczęściej przeżywasz?

### Krok III. Rozpoznanie strategii i działań, które podejmowane były przez osobę w kryzysie
Terapeuta analizuje wszystkie możliwe działania, które podejmowała osoba w kryzysie i efekty tych działań. Należy dowiedzieć się, jak wygląda dotychczasowy schemat rozwiązywania problemów. Jakie towarzyszą temu schematy poznawcze, emocjonalne i behawioralne.
Pytania klucze: Jak dotychczas radziłeś sobie z trudnościami? Jakie były efekty twoich działań? W jaki sposób radziłeś sobie w podobnych sytuacjach?

### Krok IV. Sprawdzenie możliwych, preferowanych rozwiązań
Terapeuta sprawdza, co jest celem osoby w kryzysie. Na ile preferowany jest ten cel oraz czy dana osoba w jakiś sposób już podobne rzeczy realizowała.
Pytania klucze: Czy były takie chwile w twoim życiu, że udawało ci się realizować choćby część z tych celów? W jaki sposób udawało ci się „to” zrobić? Co takiego musiałoby się zdarzyć, abyś częściej „to” robił? Co będziesz robił, kiedy ten problem zostanie rozwiązany?

### Krok V. Nauczenie nowych strategii postępowania
Terapeuta powinien nauczyć nowego sposobu widzenia świata, rozwiązywania problemów oraz zachowania się. Niezbędne są tutaj treningi zachowań konstruktywnych. Osoba w kryzysie ma dzięki nam zobaczyć swój problem z metapoziomu. Wykorzystać wszystkie swoje zasoby.

### Krok VI. Kontrakt na uczenie się nowych zachowań i wdrażanie nowej strategii
Na tym etapie terapeuta doprowadza do końca swoją interwencję. Osoba wspomagana powinna dalej sama wdrażać w codziennym życiu nowe strategie. Jest to sprawdzian działania przeorientowanych mechanizmów obronnych oraz nowych schematów postępowania.